# Салихова, Роза Галямовна
Роза Галямовна Салихова (род. 24 сентября 1944, Нижний Тагил, Свердловская область) — советская волейболистка, двукратная олимпийская чемпионка (1968 и 1972), чемпионка мира 1970, обладатель Кубка мира 1973, двукратная чемпионка Европы, 6-кратная чемпионка СССР. Заслуженный мастер спорта СССР (1968).

## Биография
Волейбольную карьеру Роза Салихова начала в 1963 году в команде «Труд» (с 1966 — «Уралочка») (Свердловск). В 1969—1977 — игрок московского «Динамо». Выступая за «Динамо» 6 раз становилась чемпионкой СССР и 7 раз побеждала в розыгрыше Кубка европейских чемпионов.
В составе сборной СССР в официальных турнирах Роза Салихова выступала на протяжении 8 лет — с 1966 по 1974 годы — и неоднократно становилась победителем и призёром крупнейших международных соревнований, в том числе двукратной олимпийской чемпионкой (1968 и 1972), чемпионкой мира 1970, обладателем Кубка мира 1973, двукратной чемпионкой Европы.
В 1971 году окончила Московский областной педагогический институт. После завершения в 1977 году спортивной карьеры работала тренером команды «Буревестник» (Московская область), а затем в СДЮШОР города Зеленограда. В 1989—1990 — тренер московского «Динамо».
В 2014 году Роза Салихова введена в Волейбольный Зал славы, став четвёртой советской волейболисткой (после Инны Рыскаль, Нины Смолеевой и Людмилы Булдаковой), удостоившейся такой чести.
Награждена почётными знаками ВФВ «За развитие волейбола в России» (2010) и «За вклад в победу на олимпийских играх» (2014).

## Достижения

### Клубные
- 6-кратная чемпионка СССР — 1970—1973, 1975, 1977;
  - серебряный призёр чемпионата СССР 1974;
- 7-кратный победитель розыгрышей Кубка европейских чемпионов — 1969—1972, 1974, 1975, 1977;
  - серебряный призёр Кубка европейских чемпионов 1973;

### Со сборными
- двукратная олимпийская чемпионка — 1968, 1972;
- чемпионка мира 1970;
  - серебряный призёр чемпионата мира 1974;
- победитель розыгрыша Кубка мира 1973;
- двукратная чемпионка Европы — 1967, 1971;
- бронзовый призёр чемпионата СССР 1976 в составе сборной ДСО «Динамо»[2];
- бронзовый призёр Спартакиады народов СССР 1975 в составе сборной Москвы;

## Награды и звания
- Заслуженный мастер спорта СССР (1968);
- Орден «Знак Почёта».